# Agence régionale de l'hospitalisation
Pour les articles homonymes, voir ARH.
Les agences régionales de l'hospitalisation (ARH) étaient des organismes régionaux de gestion des hôpitaux publics.
Mises en place lors de la réforme dite « Juppé » de l'assurance-maladie par l'ordonnance du 24 avril 1996 et devenues opérationnelles au cours du premier trimestre 1997, les ARH ont laissé la place le 1er avril 2010 aux agences régionales de santé voulues par la loi portant réforme de l'hôpital et relative aux patients, à la santé et aux territoires. 

## Rôles et fonctionnement
Les agences régionales de l'hospitalisation avaient pour but de déconcentrer du niveau ministériel au niveau régional l'organisation de l'hospitalisation publique et privée. Ces agences se voulaient des instances de coordination, faisant appel aux services de l'État reprenant en fait les moyens existants des administrations déconcentrées du ministère de la Santé (DDASS, DRASS, médecin inspecteur régional) et de l'Assurance Maladie (CRAM et échelon régional du contrôle médical). 
Administrativement, les ARH sont d'ailleurs des groupements d'intérêt public (GIP) constitués à parité entre l'État et les organismes d'assurance maladie, et dont le directeur de la DRASS et celui de la CRAM sont les vice-présidents. Par ailleurs, les ARH avaient un rôle d'administrations de missions placées sous la tutelle du ministère de la santé.
Les ARH sont chargées de mettre en œuvre, au niveau régional, la politique hospitalière définie par le Gouvernement, d'analyser et de coordonner l'activité des établissements de santé publics et privés, de conclure avec eux des contrats pluriannuels d'objectifs et de moyens et de déterminer leurs ressources.
Les ARH s'appuient sur les travaux des conférences régionales de santé qui définissent annuellement les priorités régionales de santé et sur les avis des comités régionaux de l'organisation sanitaire (CROS).
Les ARH ont un rôle prédominant dans la planification de l'offre sanitaire régionale à travers la rédaction, en partenariat avec tous les professionnels de santé, des schémas régionaux d'organisation sanitaire (SROS). Les SROS, tracent, tous les cinq ans, le cadre de l'évolution de l'offre de soins hospitalière en adéquation avec l'ensemble du système de santé. Il y a eu trois versions des SROS, la dernière en 2007.
Après avoir joué un rôle grandissant dans l'organisation des soins de 1996 à 2002, les ministères Mattei et Douste-Blazy réduisent leur influence en matière de financement des établissements de santé lors de l'introduction de la tarification à l'activité (T2A) à partir de 2004, qui marque une recentralisation au niveau ministériel du processus de répartition budgétaire aux établissements de santé.
Les ARH cèdent finalement la place aux ARS, dont le champ d'activité est plus large, englobant la gestion de la médecine non hospitalière et intégrant davantage les actions de l'État et de la sécurité sociale.